# Place de la Concorde
Place de la Concorde er en stor plads på Seinens højre bred i 8. arrondissement i Paris, Frankrig. Midt på pladsens nordre side begynder den berømte Avenue des Champs-Élysées. Parken Tuileriene ligger i området, der betjenes af metrostationen Concorde.
Den 84.000 kvadratmeter store plads domineres af en stor obelisk, Luxorobelisken, der var en gave fra Egyptens vicekonge Muhammed Ali til den franske konge Ludvig Filip i 1831. Obelisken er næsten 24 meter høj og mere end 3.300 år gammel. Pladsen rummer desuden en række statuer, der repræsenterer de byer i Frankrig, som især har til opgave at forsvare landet, bl.a. Lille, Strasbourg, Lyon, Marseille, Bordeaux, Nantes og Brest. 
Under den franske revolution blev den første guillotine opsat på Place de la Concorde, hvor Ludvig 16. af Frankrig blev henrettet den 21. januar 1793 og Marie Antoinette den 16. oktober 1793. 
48°51′56″N 2°19′16″Ø / 48.865633°N 2.321236°Ø